# Et tu, Brute?

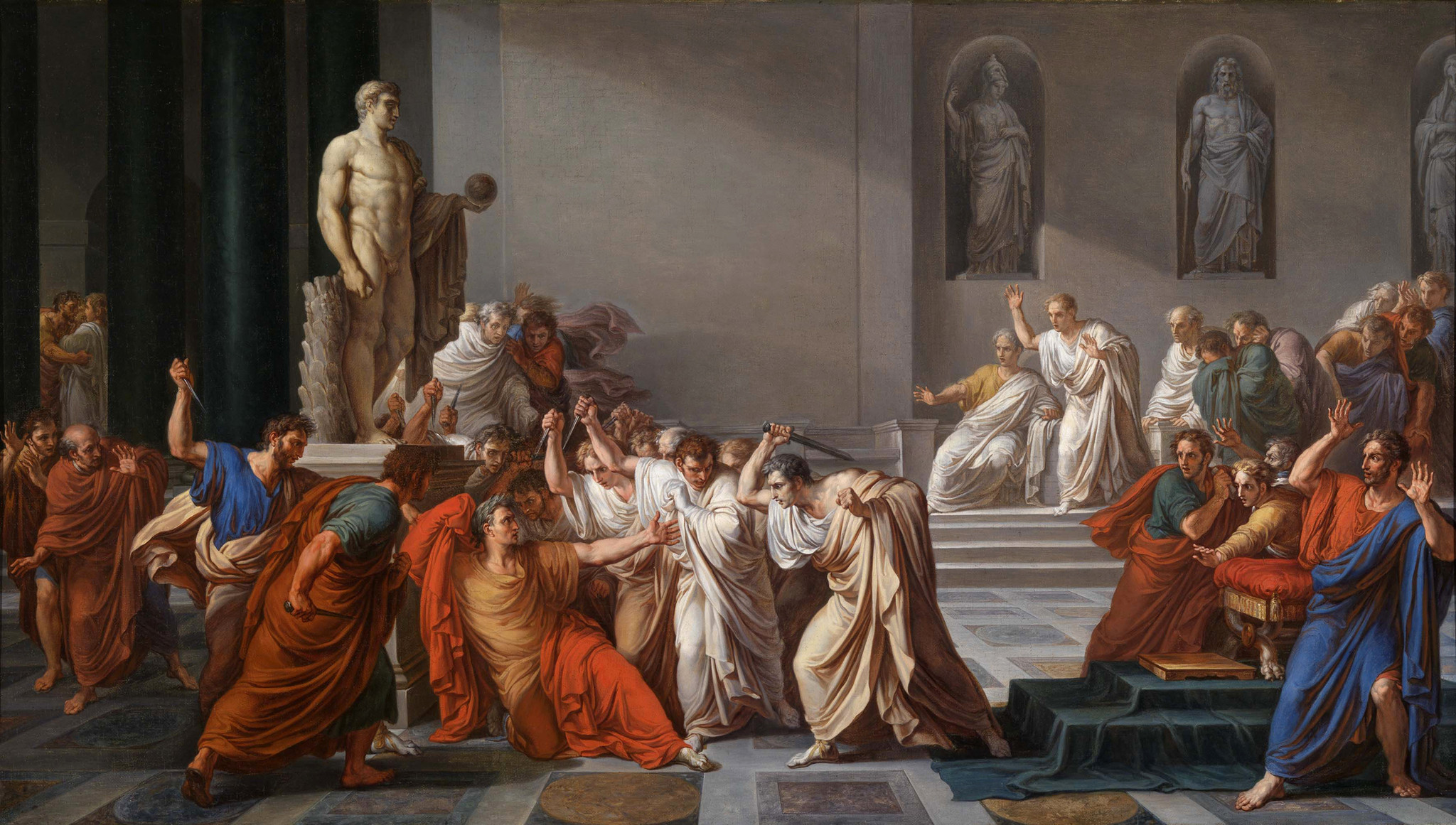
Caesars död, målning av Vincenzo Camuccini 1804–1805.

Et tu, Brute? (Även du, Brutus?) påstås vara Julius Caesars sista ord. Uttrycket förekommer i William Shakespeares pjäs Julius Caesar från år 1599.

## I pjäsen
Orden är i pjäsen är riktade till Marcus Junius Brutus, son till Caesars älskarinna Servilia, som var med i sammansvärjningen mot Caesar år 44 f.Kr. och har tolkats antingen som ett förebrående eller som en varning. Den exakta frasen återfinns inte i någon tidigare källa än William Shakespeares Julius Caesar från 1599, men i oktavoutgåvan av Henrik VI del 3 från 1598 säger kung Edvard IV till sin bror hertigen av Clarence "Et tu, wilt thou stab Caesar too?", vilket visar på att vändningen möjligen redan var välkänd.

## Ursprung
Enligt historikern Suetonius skall Caesar när gärningsmännen först grep honom ha ropat ut "Detta är ju våld!", och sedan, efter att han knivhuggits och när han såg Brutus, enligt vissa källor, på grekiska (det var inget ovanligt att lärda romare talade grekiska med varandra) till honom sagt ”καὶ σὺ τέκνον;” (Kai sy, téknon), 'Och du barn/Även du mitt barn', vilket på latin borde ha varit Et tu fili eller eventuellt Tu quoque, fili mi?.